# Кород (комуна)
Кород (рум. Corod) — комуна у повіті Галац в Румунії. До складу комуни входять такі села (дані про населення за 2002 рік):
- Блинзь (1254 особи)
- Бретулешть (652 особи)
- Керепчешть (772 особи)
- Кород (5192 особи)

Комуна розташована на відстані 202 км на північний схід від Бухареста, 61 км на північний захід від Галаца, 139 км на південь від Ясс.

## Населення
За даними перепису населення 2002 року у комуні проживали 7870 осіб.
Національний склад населення комуни:
| Національність   | Кількість осіб | Відсоток |
| ---------------- | -------------- | -------- |
| румуни           | 7868           | > 99,9%  |
| угорці           | 1              | < 0,1%   |
| росіяни-липовани | 1              | < 0,1%   |

Рідною мовою назвали:
| Мова      | Кількість осіб | Відсоток |
| --------- | -------------- | -------- |
| румунська | 7869           | > 99,9%  |
| угорська  | 1              | < 0,1%   |

Склад населення комуни за віросповіданням:
| Релігія                                       | Кількість осіб | Відсоток |
| --------------------------------------------- | -------------- | -------- |
| православні                                   | 7849           | 99,7%    |
| лютерани (Синодально-пресвітеріанська церква) | 9              | 0,1%     |
| баптисти                                      | 6              | 0,1%     |
| адвентисти                                    | 5              | 0,1%     |
| реформати                                     | 1              | < 0,1%   |